# Bendová
Bendová ist im Slowakischen und im Tschechischen die weibliche Form des Nachnamens Benda.

## Nachname
- Ema Bendová (* 2007), slowakische Leichtathletin
- Nikola Bendová (* 1999), tschechische Leichtathletin